# Gladiolus watsonioides
Gladiolus watsonioides es una especie de gladiolo que se encuentra en Kenia y Tanzania.   

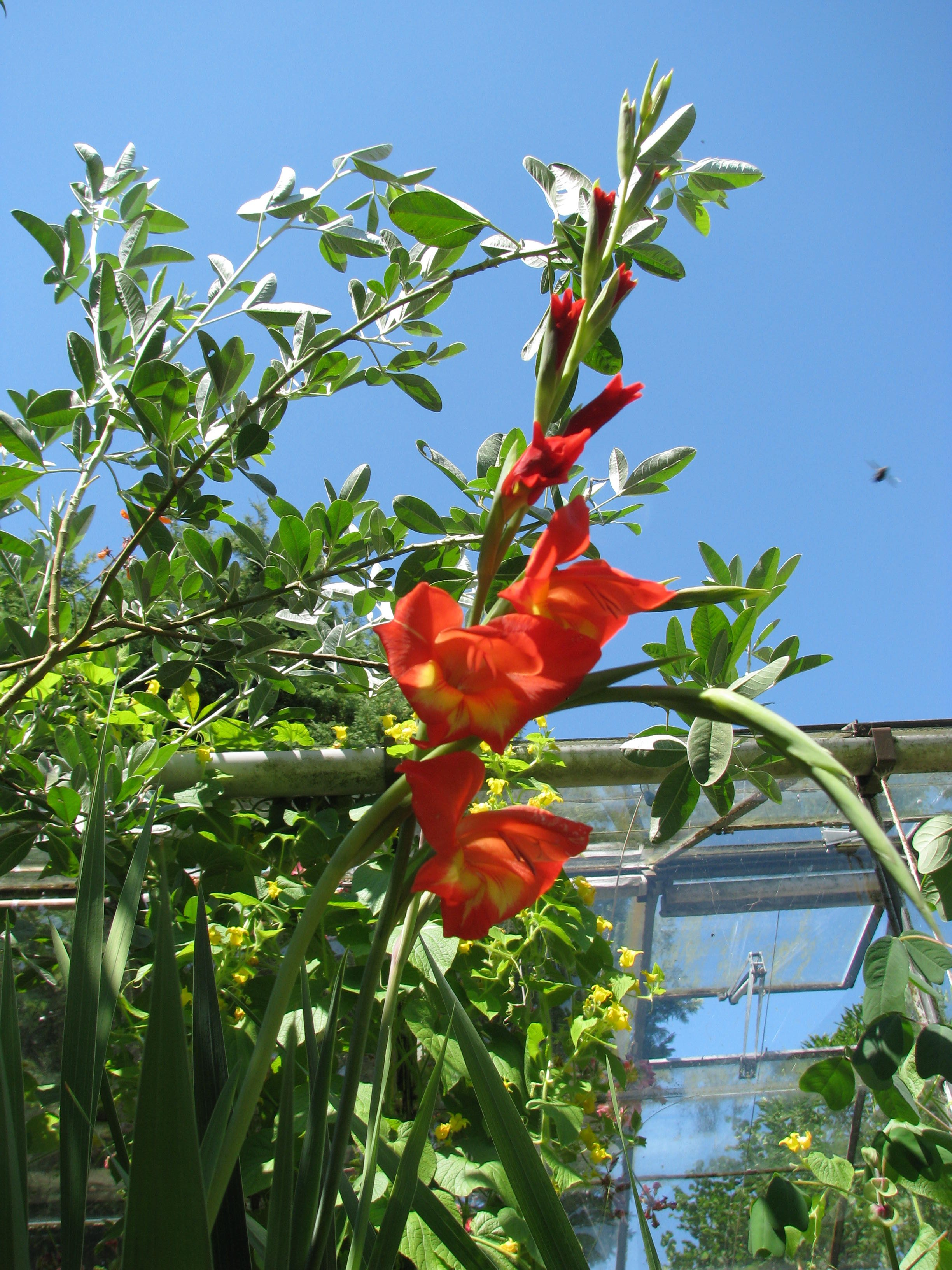
Vista de la planta

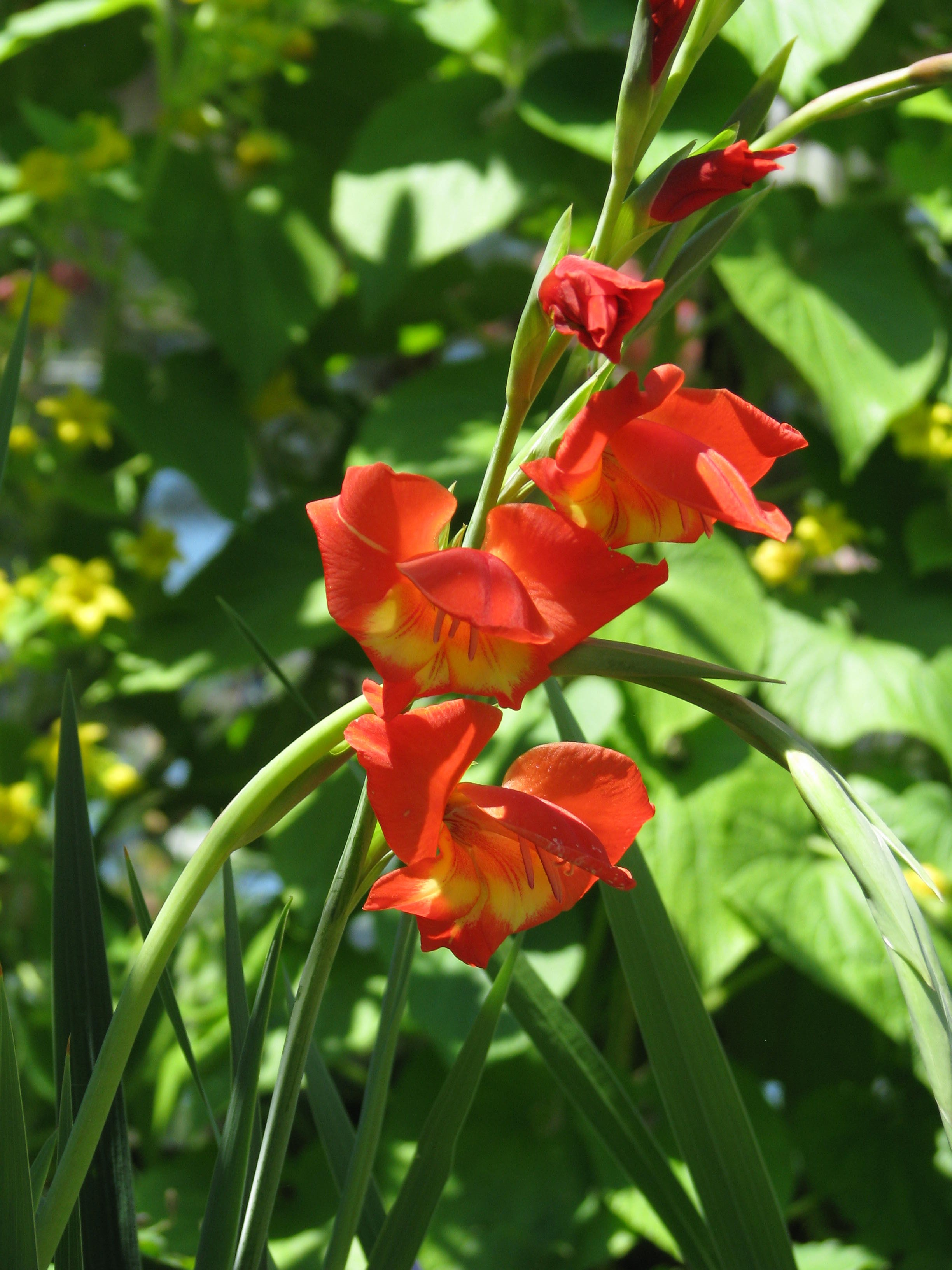
Inflorescencia

## Descripción
Gladiolus watsonioides es una planta herbácea perennifolia, geofita que alcanza un tamaño de 0,55-1 metro de altura o más; el cormo de 1,5-2 cm de diámetro, con túnicas de color rojo-marrón, firme membranosas; hojas 5-7 cm., en su mayoría basales, lineares, de 0,2-1,4 cm de ancho; inflorescencia en pico con 3-14 flores; brácteas 2-7 cm de largo, a menudo de púrpura oscuro; flores escarlatas, con la garganta y, a veces la base inferior con 3 tépalos de color amarillo; tubo rojo externamente por encima, brillante verde abajo, a menudo de color blanquecino o rojo en el secado, de 1,8-4 cm de largo, con esbelta parte inferior y una parte superior ancha; tépalos subequales, 2,6-3,5 cm de largo.

## Ecología
Se encuentra en los suelos pedregosos secos, en los claros, en las zonas de bambú y alpinas, a veces en los escombros de lava y en los claros en el bosque de Juniperus; a una altitud de 2000-4200 metros.
Se encuentra en las montañas del norte de Kenia y Tanzania, donde crecen de 2.600 a 3.900 m. No es exactamente una verdadera planta alpina, pero no está muy lejos. Hay una helada casi todas las noches y la planta hace frente a este problema en todas las etapas de su crecimiento. Con la duración del día casi constante y las condiciones generales a través del año, la planta puede permanecer activa sin entrar en estado latente. Este hábito de hoja perenne se mantiene en cultivo y las plantas permanecen verdes durante todo el año si se mantiene húmeda, pero pueden quedar latentes en caso de que se sequen.

## Taxonomía
Gladiolus watsonioides fue descrita por  John Gilbert Baker y publicado en J. Linn. Soc., Bot. 21: 405 1885.
Etimología
Gladiolus: nombre genérico que se atribuye a Plinio y hace referencia, por un lado, a la forma de las hojas de estas plantas, similares a la espada romana denominada "gladius". Por otro lado, también se refiere al hecho de que en la época de los romanos la flor del gladiolo se entregaba a los gladiadores que triunfaban en la batalla; por eso, la flor es el símbolo de la victoria.
watsonioides: epíteto latíno que significa "parecida a Gladiolus watsonius". 
Sinonimia
- Antholyza gracilis Pax ex Engl.
- Antholyza speciosa C.H.Wright
- Antholyza watsonioides (Baker) Baker
- Gladiolus aberdaricus N.E.Br.
- Gladiolus garnieri Klatt
- Gladiolus mackinderi Hook.f.
- Gladiolus watsonioides var. minor Baker
- Homoglossum gracile (Pax ex Engl.) N.E.Br.
- Homoglossum watsonioides (Baker) N.E.Br.[6][7]